# Ectophasia placida
Ectophasia placida là một loài ruồi trong họ Tachinidae.